# نهر فاليا راسولوي
نهر فاليا راسولوي أو نهر وادي الضحك هو رافد لنهر موترو في رومانيا.